# 波 (ウルフ)
『波』（なみ、原題: The Waves）は、1931年に発表されたヴァージニア・ウルフによる小説である。バーナード、スーザン、ローダ、ネヴィル、ジニー、ルイスの6人の独白によって構成される。ウルフの最も実験的な作品として知られる。ある海辺の日の出から日没までを舞台に、6名の人生が9つの短いまとまりにより、3人称で語られる。 
6人の登場人物あるいは「声」が語るにつれて、ウルフは、個性、自分自身、そしてコミュニティの概念を探し求めている。それぞれのキャラクターは異なるが、彼らは共に音のしない主要な意識に関する形態を構成する。2015年にBBCが行った調査で、偉大なイギリスの小説16位に選ばれた。

## あらすじ
バーナードは物語作家である。いつもとらえどころのない、うまい言い回しを探し求めている。批評家たちは、ウルフの友人であるE・M・フォースターから着想を得たとみている。
ルイスは受容と成功を求めているよそ者である。批評家たちは、ルイスの中に、ウルフがよく知っていたT・S・エリオットのような面を見出している。
ネヴィルは、ウルフの「ブルームズベリー・グループ」での友人である、リットン・ストレイチーがベースになっていると考えられる。自分の超越的な愛の対象となる男性を探し続けている。
ジニーは、社交的である。彼女の性的、肉体的な美しさに一致した世界観を持っている。ウルフの友人であるメアリー・ハッチンソンがモデルになっていることは明白である。
スーザンは都会から逃げ、田舎のほうを好み、母性に対する恐怖と疑念を抱いている。いくつかの部分がウルフの姉であるヴァネッサ・ベルを想起させる人物である。
ローダは内気で自己不信に陥っており、いつも人間の妥協を拒否し、非難している。また、常に孤独を求めている。ローダはウルフ自身と重なる共通点がある。
パーシヴァルは、ウルフの兄であるトビー・スティーヴンを基にした人物である。彼は他の6人の、神のようでありながらも道徳的に欠陥のある、ヒーロー的存在であった。彼は物語の中盤、イギリスに支配された植民地インドで、帝国主義的な探検に従事している際に死亡する。作中で一度も彼自身が語ることはないが 、読者は他の6人が繰り返し描写し、回顧することによって、彼の人物像を詳細に知ることができる。
以上6人の登場人物の、子供時代から成人した後まで続く独白からなる。ウルフは個人の意識、そして複数の意識を共に織り交ぜる方法に関心があった。

## 様式
本作にジャンルを割り当てることは非常に複雑で困難な問題である。なぜなら、本作は散文か詩かどちらともいえない作品であり、6つの関連性のある内的独白により物語が進行されるためである。また、本作は、人々の境界を壊すものであり、ウルフは自身の日記に、6人はまったく別々の「登場人物」ではなく、むしろ、それらが継続するものであるという感覚を際立たせる、意識の様々な側面だと綴っている。ジュリア・ブリッグスによるウルフの伝記（An Inner Life, Allen Lane, 2005）にあるように、「小説」という言葉ではこの複雑な作品を正確に表現することはできない。ウルフ自身はこの作品を小説ではなく、「プレイポエム」と呼んだ。
本作品は、公的生活を形作る上での「男性教育の精神」の役割を探求している。登場人物の中には、学校生活が始まったばかりのころにいじめを経験する者もいる。

## 評価
1937年にマルグリット・ユルスナール（当時30代）は、約10か月かけフランス語訳した。ウルフとも面会している。
『波』は、ウルフの作品のうち最も著名な作品ではないが、高く評価されている。文学者フランク・N・マギルは、参考図書Masterpieces of World Literatureのなかで、『波』は、史上最高の200の作品のうちの一つだと記した。また、インデペンデント誌で、21世紀イギリス人作家のエイミー・サックヴィル（1981年生まれ）は「読者として、作家として、私は絶えずこの作品の抒情性、憂鬱さ、人間性に回帰する」と述べている。
後年演出家のケイティー・ミッチェルは、『波』を舞台化した。彼女はその作品を「魅惑的」と呼び、「ウルフが表現したかったのは、他人から見ればちっぽけで、取るに足らない、私たちの生活の中の、長く続く、重要な出来事」だと語っている。

## 主な日本語訳
1931年にホガース・プレスより初刊されて以来、原著は多数の版が出ている
- 『波』鈴木幸夫訳、角川文庫、新装復刊1989年。グーテンベルク21（電子書籍、2011年）で再刊
- 『波』川本静子訳、みすず書房、「著作集」1980年、新装版1999年
- 『波　新訳版』森山恵訳、早川書房、2021年